# Lepidoscia barysema
Lepidoscia barysema är en fjärilsart som beskrevs av Oswald Beltram Lower 1903. Lepidoscia barysema ingår i släktet Lepidoscia och familjen säckspinnare. Inga underarter finns listade i Catalogue of Life.